# Caritasov višenamjenski centar u Zenici
Caritasov višenamjenski centar je Caritasova ustanova Vrhbosanske nadbiskupije i zgrada u Zenici. Izgrađen je 2000. godine. Nalazi se neposredno uz crkvu sv. Josipa. Nastavio je karitativnu tradiciju Crkve u Zenici iz ratnog i poratnog razdoblja, a tu su i novi projekti kao pučka kuhinja, Kućna njega, Obiteljsko savjetovalište, razni tečajevi, kao npr. tečaj volonterijata, informatike i dr.